# Ону, Михаил Константинович
Михаил Константинович Ону (1835—1901) — русский дипломат, тайный советник.

## Биография
Происходил из древнего молдавского рода. Родился 17 (29) марта 1835 года.
С 1849 года находился при канцелярии главнокомандующего русской армией в Венгрии И. Ф. Паскевича.
После подавления Венгерского восстания оказался в России, где окончил гимназию и Лазаревский институт восточных языков. Службу в Министерстве иностранных дел начал 12 декабря 1854 года в качестве студента при миссии в Константинополе, затем был там же 1-м драгоманом во время заключения Сан-Стефанского мира в 1878 году. После этого был произведён 14 апреля 1878 года в действительные статские советники и назначен советником того же посольства.
В дипломатических кругах получил известность как великолепный знаток языков и культуры стран Востока, особенно Турции.
С 1889 года — чрезвычайный посланник и полномочный министр в Греции. В 1890 году был прикомандирован к наследнику престола вел. князю Николаю Александровичу в его путешествии на Дальний Восток. После серьёзной травмы, полученной вел. князем Георгием Александровичем, также участвовавшем в путешествии, Ону возвратился с ним в Европу. С 1 апреля 1890 года состоял в чине тайного советника.
Скончался в Афинах 20 мая (2 июня) 1901 года. Похоронен в Петербурге на Новодевичьем кладбище.
По воспоминаниям Ю. Я. Соловьёва: 

Ону в своей дипломатической деятельности часто прибегал к совершенно восточным приёмам, но применял их с тонкостью и изворотливостью настоящего левантинца (под это понятие подходит все разноязычное и разноплеменное иностранное население прежнего Константинополя). Если Ону сплошь и рядом терялся на больших придворных и дипломатических приемах, зато он был блестящ в разговоре с одним или двумя собеседниками, делая иногда замечания, поражающие своей глубокой мудростью и точностью выражения мысли. Эти его способности, к сожалению, не были использованы министерством в полном объеме. Его недовольство петербургскими бюрократами сказывалось порой в весьма колких замечаниях на их счет… Что же касается делового анализа политической обстановки, то не раз бывали случаи, когда вопреки ходячей и общепринятой оценке положения в петербургских канцеляриях и при дворе Ону одной своей телеграммой освещал по-своему и с необыкновенным даром предвидения исход того или другого события. Так, например, <…> когда началась бурская война и когда ходячим мнением было то, что англичане очень скоро справятся с «восставшими бурами», Ону как-то заметил голландскому поверенному в делах ван Леннепу: «Через три года англичане будут утомлены». Мне это передавал сам ван Леннеп. При этом в его глазах сквозил какой-то наивный страх перед пророческим даром нашего старого посланника. Ону смотрел на свои посланнические обязанности с особой точки зрения: с высоты своего в самом деле незаурядного знания людей и политических отношений…
Не всегда, однако, деятельность нашего престарелого посланника встречала одобрение свыше. Характерна в этом отношении каламбурная пометка, сделанная на одном из его донесений Александром III: «А ну его».
Что касается придворных отношений, игравших в Афинах большую роль ввиду близости петербургского и афинского дворов, то они были для Ону весьма неприятны. Он, впрочем, умело скрывал то порой пренебрежительное отношение, которое проявлялось к нему весьма распущенными греческими принцами, опирающимися на интимные связи с нашей императорской семьёй.

## Награды
российские
- орден Св. Станислава 2-й ст. (1869)
- орден Св. Анны 2-й ст. с императорской короной (1872)
- орден Св. Владимира 3-й ст. (1874)
- орден Св. Станислава 1-й ст. (1882)
- орден Св. Анны 1-й ст. (1886)
- орден Св. Владимира 2-й ст. (1894)

иностранные
- греческого ордена Спасителя офицерский крест (1867) и большой крест (1891)
- турецкий орден Меджидие 2-й ст. (1871) и 1-й ст. (1889)
- черногорский орден Независимости 2-й ст. (1871)
- командорский крест вюртембергского ордена Короны (1872)
- персидский орден Льва и Солнца 2-й ст. (1873)
- сербский орден Такова 2-й ст. (1880)
- черногорский орден князя Даниила 2-й ст. (1882)

## Семья
Был женат на приёмной дочери барона А. Г. Жомини, Луизе Пети-де-Баронкур (Елизавета Александровна; 1846—1906).
Их дети:
- Александр Михайлович (1865—1935) — действительный статский советник, историк, в 1917 году — генеральный консул в Лондоне. Его жена — Наталья Николаевна, урожд. Головина (1876—1957, Лондон), дочь генерала от инфантерии Н.М.Головина;
- Мария Михайловна (род. 1866), замужем за Александром Степановичем Зиновьевым (род. 1849), внуком генерала Антуана Анри Жомини, братом О.С.Левашовой;
- Елена Михайловна (1870—1955), замужем за контр-адмиралом В.В.Трубецким;
- Александра Михайловна (1873—1944), замужем за последним министром торговли и промышленности Российской империи князем В. Н. Шаховским;
- Константин Михайлович (1875—1950) — статский советник, камер-юнкер, секретарь посольства в Турции, 1-й секретарь миссии в Нидерландах, советник посольства в США. Его жена — Екатерина Константиновна, урожд. Бутенева (1876, Москва—1966, Кламар), внучка А.К.Хрептовича-Бутенева.
- Андрей Михайлович (1881—1950) — поверенный в делах в Швейцарии. Жена — Татьяна Ипполитовна Комарова (1895—1973, Нью-Йорк), дочь камергера Ипполита Александровича Комарова,  сестра И.И.Комарова.